# Amberg (Souabe)
Pour les articles homonymes, voir Amberg (homonymie).
Amberg est une commune de Bavière (Allemagne), située dans l'arrondissement d'Unterallgäu, dans le district de Souabe.

De 1972 à 2013, le Centre d'émission de Wertachtal, le plus grand centre de radiodiffusion en ondes décamétriques d’Europe, était installé en partie sur la commune et en partie sur celle, voisine, de Langerringen.